# Undine Kurth

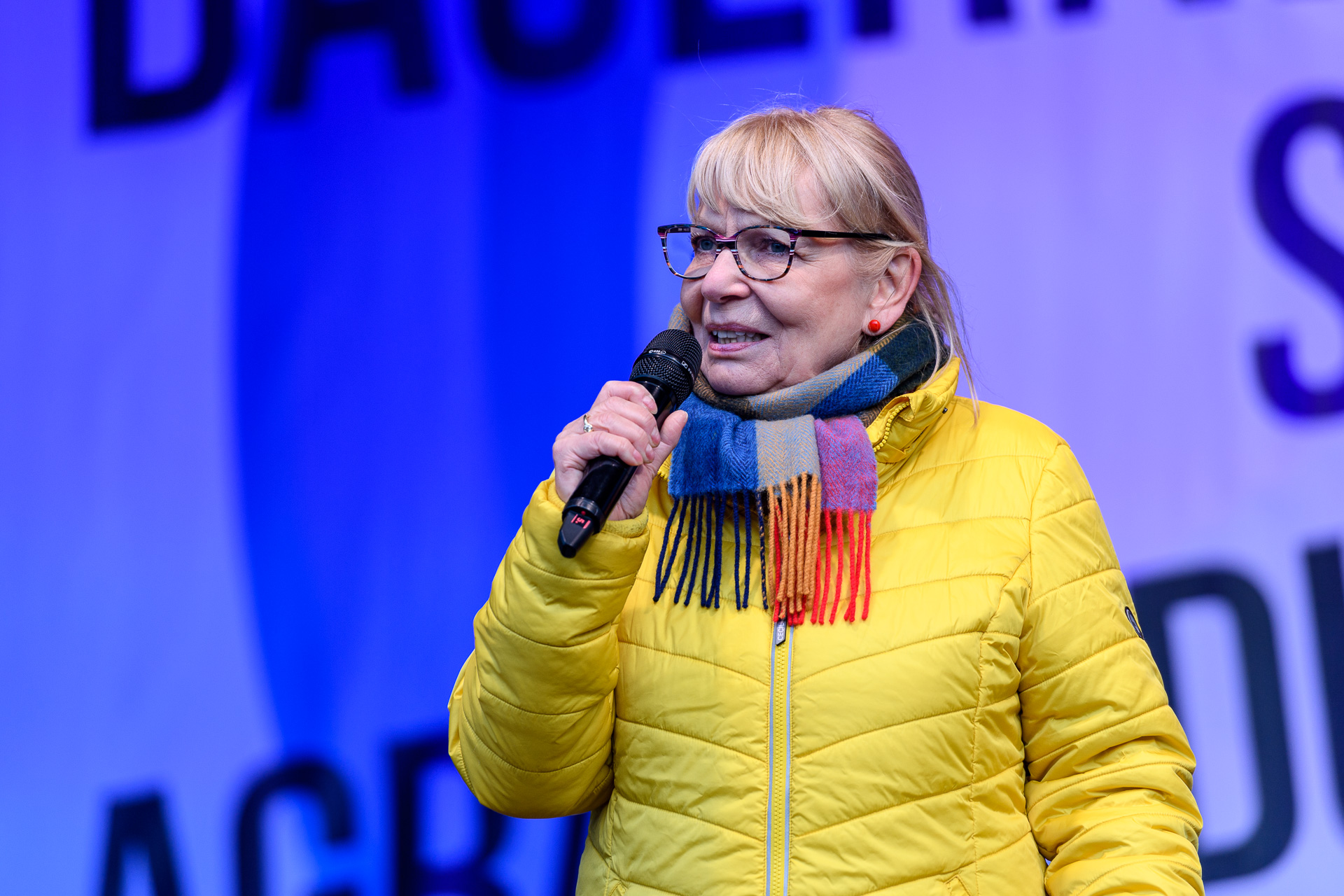
Undine Kurth (2020)

Undine Kurth (* 1. September 1951 in Tanndorf/Sachsen) ist eine deutsche Politikerin (Bündnis 90/Die Grünen). Von 2002 bis 2013 war sie Mitglied des Deutschen Bundestages.

## Leben und Beruf
1969 Abitur mit Beruf in Magdeburg, anschließend arbeitete sie als Krankenschwester. 1972 bis 1977 absolvierte sie ein Studium an der Hochschule für industrielle Formgestaltung Halle Burg Giebichenstein (heute: Burg Giebichenstein Kunsthochschule Halle) mit Diplomabschluss. 1977 bis 1987 war sie als Designerin in der Möbelindustrie, ab 1987 als freiberufliche Designerin und Innenarchitektin in Quedlinburg.
2002 bis 2013 Mitglied im Deutschen Bundestag in Berlin. Sie lebt derzeit in Österreich und ist seit 2001 verheiratet.

## Partei
Einstieg in die politische Arbeit über die Bürgerinitiative zum Verlauf der Bundesstraße B6n (heute A36), ab 1994 Mitglied der Partei Bündnis 90/Die Grünen und ab gleichem Jahr Sprecherin des Landesverbandes Sachsen-Anhalt bis in das Jahr 2000. Von 1998 bis 2000 war sie Mitglied im Parteirat und von 2000 bis 2002 im Bundesvorstand der Partei. Nach ihrem Einzug in den Deutschen Bundestag übernahm sie von 2006 bis 2008 noch einmal das Amt der Landesvorsitzenden in Sachsen-Anhalt. Als Beisitzerin gehörte sie dem Landesvorstand von 2008 bis 2010 an.

## Politische Mandate
Die Grünen vertrat sie von 2002 bis 2007 im Kreistag des Landkreises Harz und von 2009 bis 2014 im Stadtrat der Welterbestadt Quedlinburg. 2002, 2005 und 2009 wurde sie über die Landesliste von Bündnis 90/Die Grünen des Landes Sachsen-Anhalt in den Deutschen Bundestag gewählt und war Mitglied der Fraktion Bündnis 90/Die Grünen.
2005 wurde sie Parlamentarische Geschäftsführerin dieser Fraktion. Der Enquete-Kommission „Kultur in Deutschland“ gehörte sie 2005 bis 2007 an und dem Ältestenrat des Bundestages bis 2013. Für die Fraktion war sie Sprecherin für Tourismus, Naturschutz und Tierschutz. Sie war ordentliches Mitglied im Umweltausschuss, im Tourismusausschuss und im Ausschuss für Kultur und Medien des Deutschen Bundestages.
2013 beendete sie ihre Abgeordnetentätigkeit ohne erneut zu kandidieren.

## Gesellschaftliches Engagement
Undine Kurth war in folgenden Vereinen tätig: Dachverein Bildungshaus Carl Ritter Quedlinburg, Tierschutzverein Quedlinburg im Deutschen Tierschutzbund, Naturschutzbund Deutschland e. V. (NABU). Im Bund für Umwelt und Naturschutz Deutschland (BUND) war sie Landesvorsitzende Sachsen-Anhalt von 2006 bis 2012. Sie arbeitete in den Vorständen des Arbeiterwohlfahrt Kreisverbandes Harz und war Vorsitzende des Beirates des Bibliotheksverbandes Sachsen-Anhalt. Ab 2009 war sie Mitglied des Kuratoriums der Bundesstiftung Umwelt (DBU) und von 2014 bis 2019 dessen stellvertretende Vorsitzende.
Vizepräsidentin des Deutschen Naturschutzringes (DNR) war sie von 2012 bis 2021.
Seit dem 20. Juni 2022 ist Undine Kurth stellvertretende Vorstandsvorsitzende der Stiftung Naturschutzgeschichte. Sie ist Mitglied im Beirat des Kompetenzzentrums Naturschutz und Energiewende Berlin.
Seit 2014 wohnt Undine Kurth in Eichgraben, Österreich und engagiert sich in Zusammenarbeit mit deutschen und österreichischen Akteurinnen und Vereinen im Natur-, Tier- und Artenschutz und ist als Beraterin für Tierschutzpolitik tätig.
| Personendaten    | Personendaten                                     |
| ---------------- | ------------------------------------------------- |
| NAME             | Kurth, Undine                                     |
| KURZBESCHREIBUNG | deutsche Politikerin (Bündnis 90/Die Grünen), MdB |
| GEBURTSDATUM     | 1. September 1951                                 |
| GEBURTSORT       | Tanndorf                                          |